# Дром (река)
Дром (фр. Drôme) је река у Француској. Дуга је 110 km. Улива се у Рону. 